# پروکروستس
پروکروسْتِس، (به یونانی: Προκρούστης به معنی کش‌دهنده)، در اسطوره‌های یونان، راهزنی است غول‌پیکر که به شکلی هولناک قربانیان خود را می‌کشت. معروف بود که او پسر پوسیدون است.
دیودور سیسیلی تاریخ‌نگار یونانی قرن اول قبل از مسیح در کتاب «تاریخ جهان» آورده: پروکروستس در کنار جاده‌ی الئوسیس به آتن زندگی می‌کرد،رهگذران را به بهانه‌ی مهمان‌نوازی به خانه‌ی خود می‌برد و روی تختی می‌خواباند و اگر از طول تخت کوتاه‌تر بودند آن‌قدر آن‌ها را می‌کشید یا بدنشان را بر روی سندان با چکش می‌کوبید تا هم‌طول تخت شوند، و اگر بلندتر از تخت بودند از پاهایشان می‌برید تا به اندازه‌ی تخت درآیند. تسئوس او را به همین شکل مجازات کرد و برای این‌که او را به اندازه‌ی تخت درآورد سر برید.

## ضرب‌المثل
واژه‌ی "پروکروستسی" در بسیاری از زبان‌ها برای توصیف شرایطی به کار می‌رود که یک استاندارد سلیقه‌ای به اندازه‌ها، مقادیر، و ویژگی‌ها تحمیل می‌شود.